# Dușan Petrovici
Dușan Petrovici sau Dušan Petrović (n. 23 august 1938, Variaș, Timiș, România – d. 22 aprilie 2023) a fost un poet și traducător român contemporan de origine sârbă. A debutat în revista Orizont în 1965 și a debutat editorial în 1972 cu volumul Lebede ale puterii pentru care a primit Premiul Uniunii Scriitorilor din România.
Stabilit în Düsseldorf, Germania, poetul a lucrat în mod curent la volumul Însemnări atroce.

## Opere
- Lebede ale puterii, Editura Albatros, București, 1972
- Obelisc, Editura Facla, Timișoara, 1974
- Neînceputa mireasmă, Editura Facla, Timișoara, 1975
- Obiecte pierdute, Editura Facla, Timișoara, 1980
- Clima temperată, Cartea Românească, București, 1981
- Autobiografie ermetică, Editura de Vest, Timișoara, 1992
- Erotica ermetică, 1994 (ediție bilingvă româno-germană)
- Zaruri de apă, Colecția Brumar, Editura Brumar, Timișoara, 1999
- Nopți westfalice, Colecția Brumar, Editura Brumar, Timișoara, 2003 (cu ilustrații de Ioan Galea)